# ری اسپالدینگ
ری اسپالدینگ (انگلیسی: Ray Spalding؛ زادهٔ ۱۱ مارس ۱۹۹۷) بازیکن بسکتبال اهل ایالات متحده آمریکا است.